# Juan Carlos Sconfianza
Juan Carlos Sconfianza (Buenos Aires, Argentina; 13 de julio de 1943) es un ex futbolista argentino que se desempeñaba en la posición de defensor central. Fue campeón con el Club Atlético San Lorenzo de Almagro del Torneo Metropolitano 1968 integrando en este el plantel de Los Matadores.

## Trayectoria
Sconfianza, surgió de las inferiores de San Lorenzo de Almagro. Hizo su debut profesional contra Independiente, el 4 de agosto de 1963, y disputaría 109 partidos de liga con el club durante su estadía de siete años. Mientras jugaba para San Lorenzo en un torneo amistoso en España, representantes del Real Madrid observaron a Sconfianza, pero nunca hicieron un acercamiento oficial por sus servicios.
En 1971, se trasladó al extranjero para jugar en el Deportivo Toluca de la Primera División de México. Una temporada más tarde, se unió al Puebla Fútbol Club durante cuatro temporadas, jugano 27 partidos de liga durante su última temporada, la 1975-1976.

## Selección nacional
Sconfianza, fue parte de la Selección Argentina sub-23 en los Juegos Olímpicos de Verano 1964 en Tokio, pero no disputó ningún partido. 

## Clubes
| Club                   | País      | Año       | PJ  | Gol |
| ---------------------- | --------- | --------- | --- | --- |
| San Lorenzo de Almagro | Argentina | 1963-1970 | 109 | 0   |
| Toluca                 | México    | 1971-1972 |     |     |
| Puebla FC              | México    | 1972-1976 |     |     |

## Palmarés

### Torneos nacionales
| Título           | Equipo                 | País      | Año    |
| ---------------- | ---------------------- | --------- | ------ |
| Primera División | San Lorenzo de Almagro | Argentina | M-1968 |